# Scorpaenodes guamensis
Scorpaenodes guamensis là một loài cá biển thuộc chi Scorpaenodes trong họ Cá mù làn. Loài này được mô tả lần đầu tiên vào năm 1824.

## Từ nguyên
Từ định danh guamensis được đặt theo tên gọi của đảo Guam, nơi mà mẫu định danh của loài cá này được thu thập (–ensis: hậu tố trong tiếng Latinh biểu thị nơi chốn).

## Phân bố và môi trường sống
S. guamensis có phân bố rộng khắp Ấn Độ Dương - Thái Bình Dương, gồm cả Biển Đỏ. Từ Đông Phi, phạm vi của S. guamensis trải rộng về phía đông đến quần đảo Marquises, ngược lên phía bắc đến Nam Nhật Bản, giớ hạn phía nam đến Nam Phi, Úc (gồm cả đảo Norfolk) và quần đảo Kermadec. Loài này cũng được ghi nhận ở vùng biển Việt Nam.
S. guamensis sống trên đới mặt bằng rạn, dốc rạn hoặc đầm phá, độ sâu đến ít nhất là 20 m.

## Mô tả
Chiều dài cơ thể lớn nhất được ghi nhận ở S. guamensis là 14 cm. Loài này có màu nâu/nâu đỏ, lốm đốm các mảng màu sẫm và nhạt. Vây với các chấm nâu và trắng xếp thành hàng. Đốm đen nổi bật ở rìa trên nắp mang, có thể bao quanh bởi mảng trắng.
Số gai vây lưng: 13–14; Số tia vây lưng: 7–9; Số gai vây hậu môn: 3; Số tia vây hậu môn: 5; Số gai vây bụng: 1; Số tia vây bụng: 5; Số tia vây ngực: 17–20.

## Sinh thái
S. guamensis là loài ăn đêm, thức ăn chủ yếu là tôm cua nhỏ và giun nhiều tơ.
Rãnh tuyến trước bên có tuyến nọc độc.